# مین مندوزا
مین مندوزا (انگلیسی: Maine Mendoza؛ زادهٔ ۳ مارس ۱۹۹۵) مجری تلویزیون، بازیگر، مدل و کمدین اهل فیلیپین است. وی از سال ۲۰۱۵ میلادی تاکنون مشغول فعالیت بوده است.